# Katharina Wagner

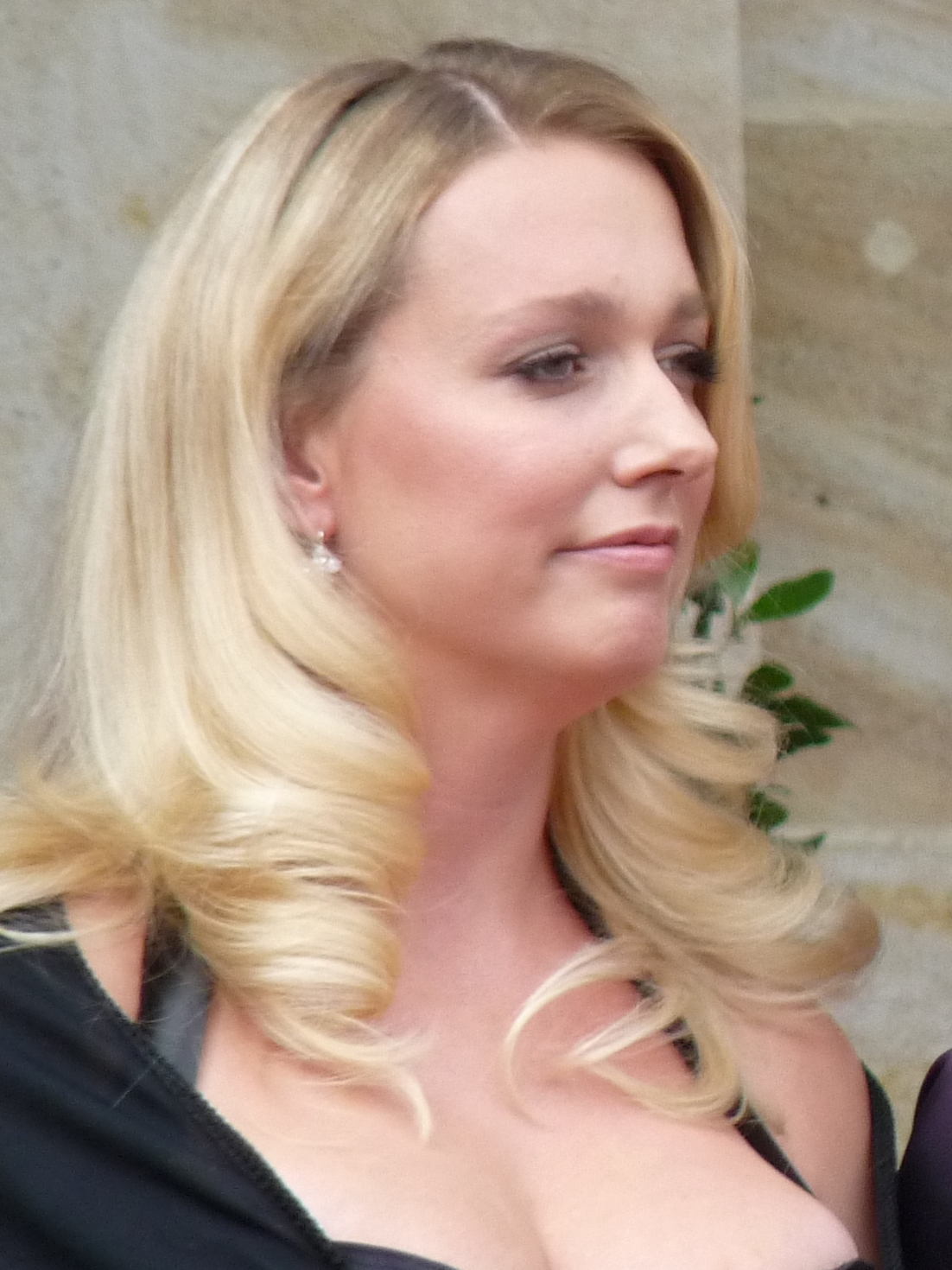
Katharina Wagner bei der Premiere der Bayreuther Festspiele 2009

Katharina Friederike Wagner (* 21. Mai 1978 in Bayreuth) ist eine deutsche Opernregisseurin. Sie ist die künstlerische Leiterin und Geschäftsführerin der Bayreuther Festspiele.

## Leben
Katharina Wagner ist Mitglied der Familie Richard Wagners: Sie ist die Tochter von Wolfgang Wagner und seiner zweiten Frau Gudrun Mack und somit Urenkelin von Richard Wagner und Ur-Urenkelin von Franz Liszt, außerdem Halbschwester von Eva Wagner-Pasquier. Sie wuchs in Bayreuth auf, studierte Theaterwissenschaft an der Freien Universität Berlin und arbeitete als Regieassistentin bei Harry Kupfer an der Berliner Staatsoper sowie bei den Bayreuther Festspielen (Meistersinger 1996, Lohengrin 1999, Tannhäuser 2002, Parsifal 2004).
Ihre erste eigene Regiearbeit präsentierte sie 2002 in Würzburg. Hier und in späteren Inszenierungen – die von Publikum und Presse sämtlich sehr kontrovers aufgenommen wurden – setzte sie sich deutlich vom Regiestil ihres Vaters ab. Anlässlich ihrer betont provokativen Meistersinger in Bayreuth 2007 wurde ihr vorgeworfen, sie habe ihr künstlerisches Profil noch nicht gefunden und weise Defizite in der Regie auf.
Ab 2001 assistierte Katharina Wagner ihrem Vater auch im Bereich der Festspielleitung und wurde von ihm als potentielle Nachfolgerin gefördert. Sie half mit, neue Regisseure wie  Christoph Schlingensief nach Bayreuth zu holen, und verstärkte die Öffentlichkeitsarbeit des Hauses – was ihr den Vorwurf des Populismus eintrug. 2007 machte sie erstmals Proben für Journalisten zugänglich; 2008 initiierte sie die Direktübertragung in Bild und Ton einer Festspielvorstellung auf den Bayreuther Volksfestplatz.
Nach langjährigen, in der Öffentlichkeit teilweise emotional geführten Diskussionen um die Zukunft der Bayreuther Festspiele erklärte sich Wolfgang Wagner im April 2008 bereit, zugunsten seiner beiden Töchter – Katharina und ihrer Halbschwester Eva Wagner-Pasquier – zurückzutreten. Daraufhin reichten beide Frauen, die einander zuvor noch nie begegnet waren, eine gemeinsame Bewerbung beim Stiftungsrat ein, die dieser am 1. September 2008 mit einer Mehrheit von 22 Stimmen (bei 2 Enthaltungen) annahm. Seit September 2015 ist Katharina Wagner alleinige Leiterin der Festspiele.
Seit dem Wintersemester 2010/11 ist Katharina Wagner Honorarprofessorin für Regie an der Hochschule für Musik „Hanns Eisler“ Berlin.
Ende April 2020 wurde bekannt gegeben, dass Wagner „längerfristig erkrankt“ sei und deshalb die Leitung der Bayreuther Festspiele „bis auf weiteres“ nicht wahrnehmen könne. Die Intendantin wurde in der Regensburger Universitätsklinik wegen einer akuten Lungenembolie behandelt, lag dort sechs Wochen im Koma, sei aber „vollständig genesen“ und nehme ihre Arbeit alsbald wieder auf, das geht aus einem Interview in der Passauer Neuen Presse von Mitte September 2020 hervor.
Katharina Wagner wurde zum 1. April 2021 zum Mitglied des Hochschulrates der Hochschule für Musik Nürnberg bestellt.

## Ehrungen, Mitgliedschaften
- 2007: Mitglied im Kuratorium des Bayreuther Osterfestival; Goldener Prometheus
- 2012: Kulturpreis Bayern
- 2016: Bayerische Europamedaille[17]
- 2019: Bayerischer Verdienstorden
- 2023: Bayerischer Maximiliansorden für Wissenschaft und Kunst[18]

## Inszenierungen
- Richard Wagner: Der Fliegende Holländer. Würzburg (Mainfranken Theater) 2002
- Richard Wagner: Lohengrin. Budapest (Staatsoper / Erkel-Theater) 2004
- Albert Lortzing: Der Waffenschmied. München (Staatstheater am Gärtnerplatz) 2005
- Giacomo Puccini (Musik) / Giuseppe Adami, Giovacchino Forzano (Libretti): Il trittico. Berlin (Deutsche Oper) 2006
- Richard Wagner: Die Meistersinger von Nürnberg. Bayreuth (Festspielhaus) 2007
- Richard Wagner: Rienzi. Bremen (Theater) 2008
- Richard Wagner: Tannhäuser. Las Palmas de Gran Canaria (Teatro Pérez Galdós) 2009
- Giacomo Puccini (Musik) / Giuseppe Giacosa, Luigi Illica (Libretto): Madama Butterfly. Mainz (Staatstheater) 2010
- Eugen D’Albert (Musik) / Àngel Guimerà, Rudolf Lothar (Libretto): Tiefland. Mainz (Staatstheater) 2011
- Richard Wagner: Tristan und Isolde. Bayreuth (Festspielhaus) 2015